# Моротешть
Моротешть, Моротешті (рум. Morotești) — село у повіті Бреїла в Румунії. Входить до складу комуни Уніря.
Село розташоване на відстані 150 км на північний схід від Бухареста, 22 км на південний захід від Бреїли, 128 км на північний захід від Констанци, 39 км на південний захід від Галаца.